# Attraction 2 – Invasion
Attraction 2 – Invasion (Originaltitel russisch Вторжение, transkribiert Wtorschenije) ist ein russischer Science-Fiction-Film aus dem Jahr 2020 von Fjodor Bondartschuk und setzt Attraction (2017) fort. Russischer Kinostart war am 1. Januar 2020. In Deutschland lief der Film ab dem 9. Januar in einigen ausgewählten Kinos.

## Handlung
Drei Jahre sind seit dem fatalen Absturz eines außerirdischen Raumschiffes in Moskau vergangen. Um sich gegen zukünftige Angriffe aus dem All zu wappnen, erforschen Wissenschaftler nun die fremdartigen Technologien, die aus dem Wrack geborgen werden konnten. Alle Hoffnungen lasten nun auf Julia, der Tochter von Generalleutnant Lebedew, die eine romantische Beziehung zu einem der Aliens hatte und nun über Fähigkeiten verfügt, die der Schlüssel zum Schutz vor den Außerirdischen sein könnten. 
Die Protagonisten aus dem ersten Film müssen eine neue Gefahr abwenden, die ihren Ursprung in den Computerbefehlen der KI des Alienraumschiffes hat. Einige der Hauptfiguren treffen schwerwiegende Entscheidungen zum Wohle der Anderen, obwohl sie selbst durch die Staatsmacht ungerecht behandelt wurden.

## Synchronisation
Die deutsche Synchronisation entstand unter der Dialogregie von Torsten Sense durch die Synchronfirma RRP Media UG in Berlin.
| Rollenname              | Schauspieler        | Synchronsprecher     |
| ----------------------- | ------------------- | -------------------- |
| Julia Lebedewa          | Irina Starschenbaum | Anne Patricia Nilles |
| Artjom                  | Alexander Petrow    | Tino Mewes           |
| Hakon                   | Rinal Muchametow    | Bastian Sierich      |
| Generalleutnant Lebedew | Oleg Menschikow     | Marcus Off           |
| Google                  | Jewgeni Michejew    | Artur Weimann        |

## Rezeption
Laut Thomas Repenning (Moviebreak) verliere sich Attraction 2 in Kitsch, ein paar dramatischen Action-Sequenzen und einer Vater-Tochter-Beziehung, die sich niemals wirklich authentisch oder real anfühlt. Obgleich die Action gigantisch sei und die Inszenierung manch Hollywood-Kracher in nichts mehr nachsteht, sei der Rest gewohnte wie bekannte Kost, der sich erneut bei stereotypen Charakteren, einem starken Pathos und einer gewissen Emotionslosigkeit bedient.

## Belege
1. ↑   Freigabebescheinigung für Attraction 2 – Invasion. Freiwillige Selbstkontrolle der Filmwirtschaft (PDF; Prüfnummer: 196502/K).
2. ↑  Attraction 2 – Invasion  bei crew united, abgerufen am 4. März 2021.
3. ↑  Attraction 2 – Invasion in der Deutschen Synchronkartei
4. ↑  https://www.moviebreak.de/film/attraction-2-invasion; abgerufen am 23. Juli 2022